# Jan Prošvic
Jan Prošvic (17. března 1907 Plzeň – 1989) byl český elektrotechnik, konstruktér a podnikatel, zakladatel podniku pro výrobu domácích elektrospotřebičů ESA, pozdější ETA Hlinsko.

## Podnikatelské počátky a rozvoj
Jan Prošvic vystudoval průmyslovou školu v Praze. Poté, co roku 1923 začalo v Československu rozhlasové vysílání, začal vyrábět stavebnice domácích rozhlasových přijímačů, s jejichž prodejem mu od roku 1930 pomáhala i manželka Jiřina (rozená Hašková). Později se rozhodl rozšířit podnikání a proto v Libni založil první továrnu na elektrické žehličky a kávomlýnky. Komerční úspěch ho vedl k tomu, že se v roce 1943 dohodl s chotěbořským majitelem továrny na kovové zboží Vilémem Eckhardtem a na podzim téhož roku založili v Hlinsku v prostorách výrobny hraček a skladu firmy Josefa Šťastíka nový podnik ESA (Elektrotechnická společnost akciová) pro výrobu žehliček, oficiálně však zejména pro výrobu rozváděčů pro wehrmacht (tehdejší stav vědy dovoloval používat prakticky jen dřevěné, porcelánové a bakelitové izolační prvky, takže i poměrně rozdílné výrobky používaly podobné součástky), aby se jeho zaměstnanci vyhnuli hrozbě totálního nasazení. Po poškození části libeňského areálu při bombardování převedl část výrobků z Libně do Hlinska.
Díky úspěchu obou svých továren (Prošvic Libeň a ESA Hlinsko) si mohl nechat vystavět dvě vily, jednak u přímo u hlinecké továrny, jednak v rekreačním letovisku Vonoklasy (tato vila oficiálně patřila jeho manželce), pro stálé bydlení své rodiny (měli čtyři děti – Věru, Janu, Evu a Jana) si v Praze pronajímal byt v Senovážné ulici.
Po skončení války se stal Prošvic výhradním najitelem ESY a výrobu rozšířil o topidla, kávovary apod., a i přes uvalenou národní správu jeho továrny dál úspěšně vyráběly i výrazně vyvážely. Prošvic si dokonce pořídil vlastní letadlo pro své časté pracovní cesty, které by při jízdě autem po válkou poničených evropských silnicích trvaly dlouho. Ještě v únoru 1948 vyjednával kontrakt v USA, protože nevnímal rostoucí hrozbu komunistického převratu. Ihned po 25. únoru 1948 se v jeho továrnách vytvořily komunisty vedené akční výbory, které ho zbavily jeho vlastnických a manažerských práv.

## Perzekuce
Krátce po vyhnání z továrny zatkla Prošvice Státní bezpečnost. Po několikatýdenním zadržování a fyzickém týrání v pankrácké věznici byl sice propuštěn na svobodu, ale zanedlouho již rodinu v jejím bytě navštívil agent-provokatér Hejný, který Prošvicovy přesvědčoval, že jej posílá CIA a že jim pomůže s emigrací. Prošvic však stále věřil ve svou nevinu a v to, že jeho schopnosti by měl umět ocenit i současný režim, proto tyto nabídky několikrát odmítl a až napotřetí se nechal přesvědčit. Prošvicova rodina se tak dne 23. dubna 1948 stala zřejmě zcela první obětí provokační akce Kameny s aranžovanými československo-německými hranicemi v oblasti Kdyně. Po fingovaném výslechu na „americké“ základně byli Prošvicovi předáni do Všerub příslušníkům StB, kteří jim zabavili peníze a cennosti a převezli je znovu do pankrácké věznice.
Jan Prošvic byl poté odsouzen k nuceným pracím, ale krátce po svém odsouzení dokázal uprchnout z lágru a ještě v roce 1948 přejít do Německa, roku 1950 do Velké Británie.
Jiřinu Prošvicovou soud zprostil viny s tím, že byla k činu vyprovokována a trestného činu opuštění republiky se nedopustila (neboť území neopustila). Rodině Prošvicových však byl jednak zrušen nájem v Senovážné ulici, jednak jim byly zkonfiskovány obě vily – ta vonoklasská dokonce protizákonně, jak konstatovala i tajná vyšetřovací zpráva z roku 1957, protože vilu vlastnila de iure nevinná Jiřina Prošvicová – jenže poté, co tuto vilu v září 1949 koupil předseda vlády Antonín Zápotocký, nebylo už vůbec možné tento fakt zvrátit. Mimoto přišla rodina i o téměř všechen movitý majetek, od dopravních prostředků po vybavení domácnosti. Jiřina Prošvicová se s dětmi byla nucena živit téměř nelegálně (oficiálně ji totiž nesměl nikdo zaměstnat) a rodina se musela nastěhovat do nevybaveného domku k babičce na pražskou periférii. Poté, co nejmladší dcera Eva (* 1942) vážně onemocněla, se dokonce příslušníci StB snažili sabotovat její lékařskou péči.
Vilu ve Vonoklasech nakonec využívala Státní bezpečnost, v resitituci ji však Prošvicovy děti získaly v podstatě jako vybydlenou nemovitost bez vybavení.

## Podnikání v emigraci
Třiačtyřicetiletý Prošvic začal v Británii pracovat jako tovární dělník. Nedlouho poté si sehnal pomocníka a v pronajaté garáži s několika stroji se pustili do výroby drobných domácích přístrojů, tato provizorní výrobna však lehla popelem při požáru. Prošvic se dokázal brzo vzchopit a založil společnost RIMA Sunbeam pro výrobu elektrospotřebičů jako grily, vysoušeče vlasů nebo elektrické nože, značka se v 60. letech stala světovým pojmem v sortimentu kávovarů. Prošvic se tak díky svým schopnostem brzo stal opět zámožným člověkem a snažil se na dálku pomáhat své rodině, která zůstala v pro něj nedostupném Československu.